# Vladimir Arzumanyan
Vladimir Arzumanyan (n. Stepanakert, República de Nagorno Karabaj, 26 de mayo de 1998) es un cantante y bailarín armenio. Representó a Armenia en el Festival de la Canción de Eurovisión Junior 2010 con la canción de Mama (Մամա en armenio). En la final, Vladimir ganó, convirtiéndose en el primer cantante armenio que ha ganado este festival. La canción fue producida por el productor musical armenio-canadiense: DerHova.